# Череп и феникс
Череп и феникс (нем. Zum Todtenkopf und Phoenix) — одна из старых масонских лож Германии. Она была основана 21 марта 1772 года, в Кёнигсберге, и сначала была названа «Череп».

## История

### Создание ложи
Ложа «Череп и феникс» была основана 21 марта 1772 года, в Кёнигсберге, под названием «Череп», масонами Фридрихом Эрнстом Йестером, Кристианом Якобом Гевельке, Якобом Фридрихом Гриммом, Натаниэлем Хольстом и Иоганном Игнацем Вирбицки.
Фридриху Эрнсту Йестеру на момент основания ложи было 29 лет и он был посвящён в масоны в 1764 году, в Париже. Якоб Фридрих Гримм был членом венской ложи «Надежда». Натаниэль Хольст был одним из членов ложи «Золотое яблоко» в Этине. Иоганн Игнац Вирбицки был членом ложи «К трём звездам» в Гданьске. А Кристиан Якоб Гевельке был членом ложи «К трём розам» в Гамбурге.
Пятеро членов-основателей провели первые импровизированные работы ложи 21 марта 1772 года, но без официальных ритуальных действий и ритуальных предметов. В день основания ложи были проведены тайные голосования по кандидатам, для дальнейшего принятия в ложу. Досточтимым мастером ложи был избран Фридрих Эрнст Йестер. Основание ложи завершилось празднованием в винном ресторане с распитием Беренфанга.

### Ситуация в Кёнигсберге в 1772 году
Политическая ситуация в Кёнигсберге, для созданной ложи «Череп» была благоприятной, город процветал экономически и культурно. Если правление Фридриха Вильгельма I было направлено на увеличение налогообложения, с целью увеличения расходов на военные нужды, то во времена правления Фридриха II (Великого), который сам был масоном и находился у власти с 1740 года, государственные дела велись в стиле эпохи Просвещения.
В Кёнигсберге находился большой морской порт с обширными торговыми связями для экспорта древесины, зерна и янтаря. Культурная жизнь была отмечена многочисленными художественными и литературными ассоциациями и общественными концертами. С 1770 года Иммануил Кант преподавал в Кёнигсбергском университете (Альбертине), основанном в 1544 году.
В 1746 году была основана первая кёнигсбергская ложа «К трём якорям». После её роспуска в 1758 году оставшиеся члены ложи в 1760 году основали ложу «К трём коронам».

### Первый год ложи

Логотип ВЗЛВКГ

Сразу после основания ложи «Череп», досточтимый мастер Йестер, попытался через Иоганна Вильгельма Келльнера фон Циннендорфа войти в Великую земельную ложу вольных каменщиков Германии (ВЗЛВКГ), основанную Циннендорфом в 1770 году в Берлине. В июне 1772 года Йестер получил от Циннендорфа временную конституцию и соответствующие ритуалы трёх символических градусов его устава. Таким образом, ложа была признана вошедшей в юрисдикцию ВЗЛВКГ. Формальный акт основания ложи был выпущен гораздо позже и датирован 3 мая 1775 года.
В апреле 1772 года ложа переехала в новое здание в Трагхайме, на Пульверштрассе, где 21 апреля 1772 года она провела свои первые работы. Дальнейший рост ложи привёл к тому, что арендованное помещение стало маленьким для неё и не вмещало членов ложи. Поэтому, 10 ноября 1772 года было арендовано новое, большое помещение в доме Ротгерберс Абель.
К концу 1772 года численность ложи увеличилась до 34 человек, и в неё входило: 11 офицеров, 10 торговцев, 5 государственных служащих, 2 фармацевта, 1 помещик, 1 актёр, 1 студент-медик и 3 так называемых служащих брата.

### Восстание против Устава Строгого соблюдения
Кёнигсбергская ложа «К трём коронам», находилась под юрисдикцией Великой национальной материнской ложи К трём глобусам и практиковала Устав Строгого соблюдения, который был в значительной степени основан на легенде о тамплиерах и строгом орденском подчинении. В то время эта система отвергалась либеральными и просвещёнными масонами, и, в конечном итоге, привела к расколу всего германского масонства.
Система ВЗЛВКГ, основанная Циннендорфом, была подобна Шведской системе, ориентированной на христианское учение. Циннендорф, как и досточтимый мастер ложи «Череп» Йестер, стремились уравновесить Строгое соблюдение, переведя ложи на шведскую систему, которая и была окончательно принята 1 октября 1779 года.
Ложи «Череп» и «К трём коронам» часто спорили по вопросам масонских систем и обучения, которые временами переходили во взаимные недоверие и обиду, и вызывали упрёки и жалобы. Только после формального вхождения ложи «Череп» в юрисдикцию ВЗЛВКГ, 3 мая 1775 года, многие спорные вопросы, возникавшие между великими ложами, были урегулированы и было разрешено взаимное посещение лож.

### Основание ложи «Феникс»

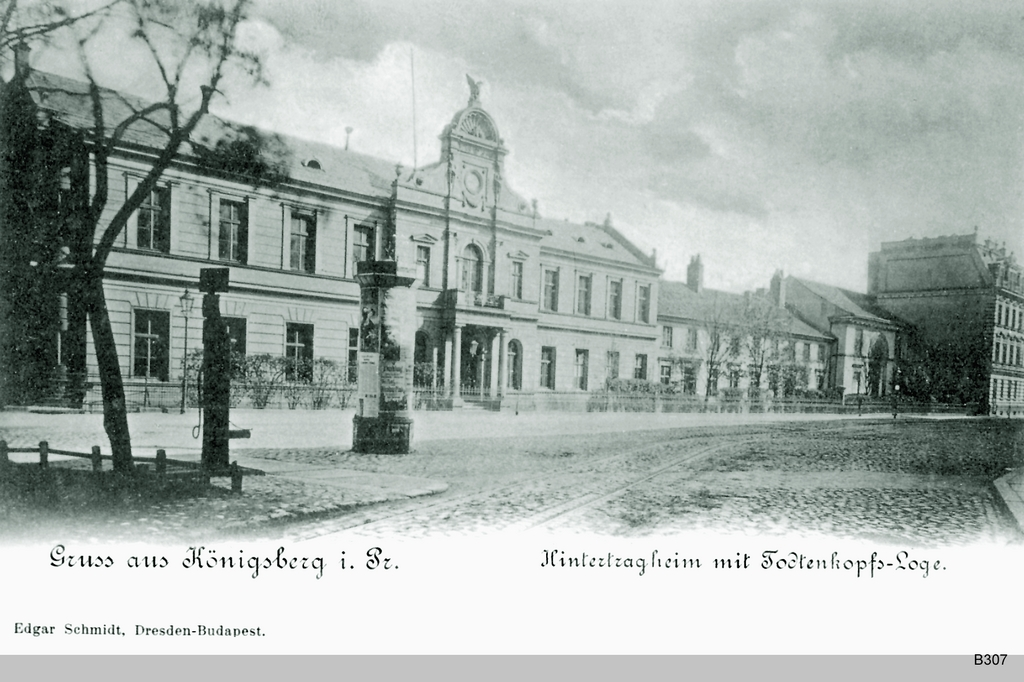
Здание ложи в Гинтертрагхайм
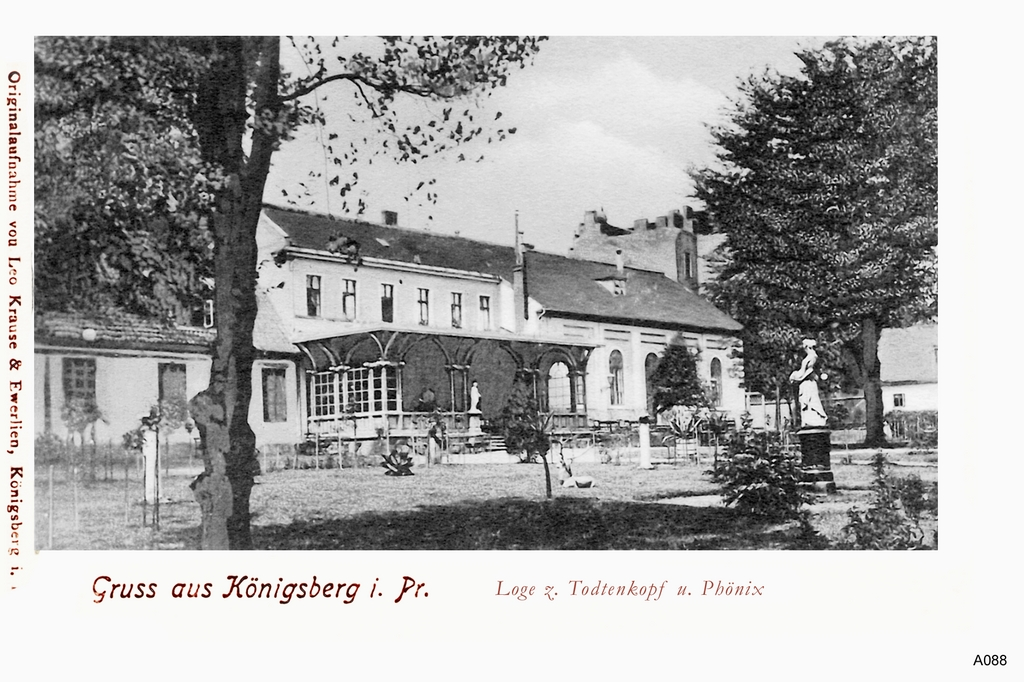
Здание ложи в Биржевом саду Кёнигсберга

К 1775 году численность ложи «Череп» сильно увеличилась. Это привело к тому, что ложа снова сменила место проведения работ и переехала в здание у Замкового пруда, на Гинтертрагхайм, 26/27, рядом со зданием ложи «К трём коронам» (Гинтертрагхайм, 31). 25 мая 1775 года состоялись первые работы ложи на новом месте.
В марте 1775 года 3-летие ложи ознаменовалось прочтением доклада Иоганна Эрнста Шультца на тему «Мудрость, сила, красота». Доклад выражал дух оптимизма ложи, а Шульц в своём докладе сравнивал взаимодействие мудрости, силы и красоты.
Позже, в 1775 году, число членов ложи выросло настолько, что 10 сентября 1775 года, отделившись от ложи «Череп», была основана новая ложа — «Феникс», которая 30 января 1776 года также вошла под юрисдикцию ВЗЛВКГ и стала работать по уставу Циннендорфа.
Ложа «Феникс» имела своё помещение в том же доме у Замкового пруда, что и ложа «Череп».
Известными членами двух лож, в конце XVIII-начале XIX веков, были: прусский генерал-лейтенант Генрих Кристоф Карл Герман фон Вилих и Лоттум, судья, а затем канцлер Королевства Пруссия Карл фон Вегнерн, географ Адам Кристиан Гаспари и композитор и дирижёр Фридрих Адам Гиллер.

### Объединение двух лож

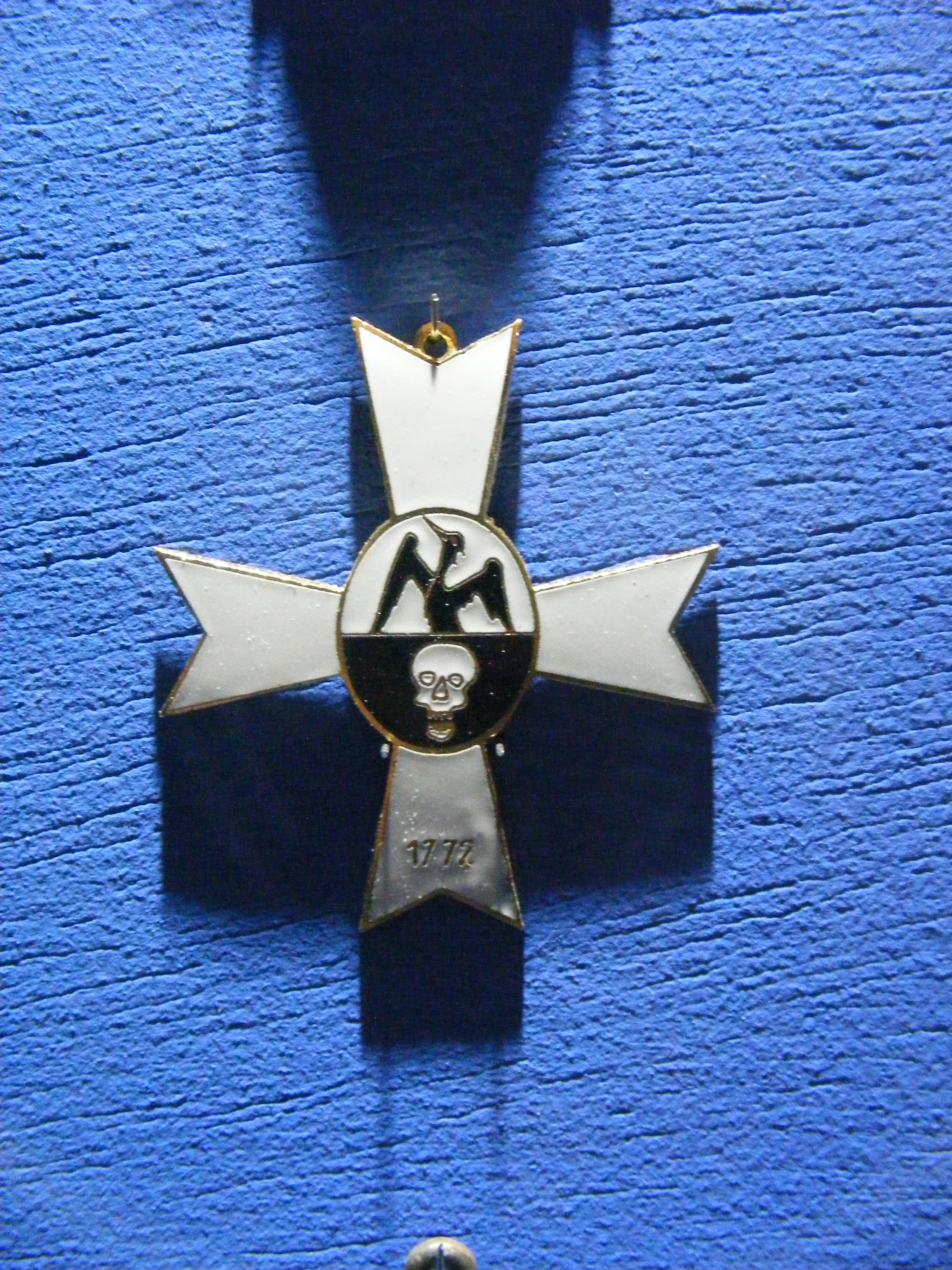
Знак ложи после объединения

В конце XVIII-начале XIX веков ситуация изменилась в результате наполеоновских войн: многие члены лож приняли участие в войне, многие из них не вернулись с неё, другие потеряли свой бизнес из-за экономического спада и покинули Кёнигсберг. Ложи «Череп» и «Феникс» настолько уменьшились, что не могли самостоятельно проводить свои работы, в результате чего оставшиеся члены лож решили объединить их.
Таким образом, 10 сентября 1832 года состоялось объединение лож «Череп» и «Феникс». В 1899 году в ложе числились 354 масона.
Известными членами ложи в XIX веке, помимо Отто Гибера, были прусский политик Бруно Абегг, врачи Карл Генрих Буров и Эрнст фон Лейден, прусский генерал-майор Теодор фон Дехен, богослов и публицист Юлиус Рупп, востоковеды Питер фон Болен и Фердинанд Нессельман, ученый-аграрий Германн Зеттегаст и бактериолог Юлиус Рихард Петри.

### Отто Гибер

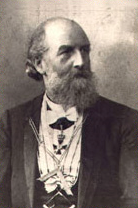
Отто Гибер

В 1869 году, в возрасте 29 лет, Отто Гибер был принят в масоны в ложе «Череп и феникс». В 1885 году Гибер был избран досточтимым мастером ложи и оставался на этой должности в течение исключительно длительного периода — 37 лет, вплоть до 1922 года.
Будучи досточтимым мастером ложи, он не только занимался делами своей ложи, но и активно участвовал в делах Великой земельной ложи вольных каменщиков Германии, писал и публиковал различные труды по масонству, которые сохранили актуальность и по сей день.
Медаль в честь Отто Гибера экспонируется в Музее Канта в Кёнигсбергском соборе, где представлены и другие раритеты исторического периода до 1933 года.
Бюст Отто Гибера находится в Доме ордена Великой земельной ложи вольных каменщиков Германии, в берлинском районе Далем.

### Масонские витражи в кафедральном соборе

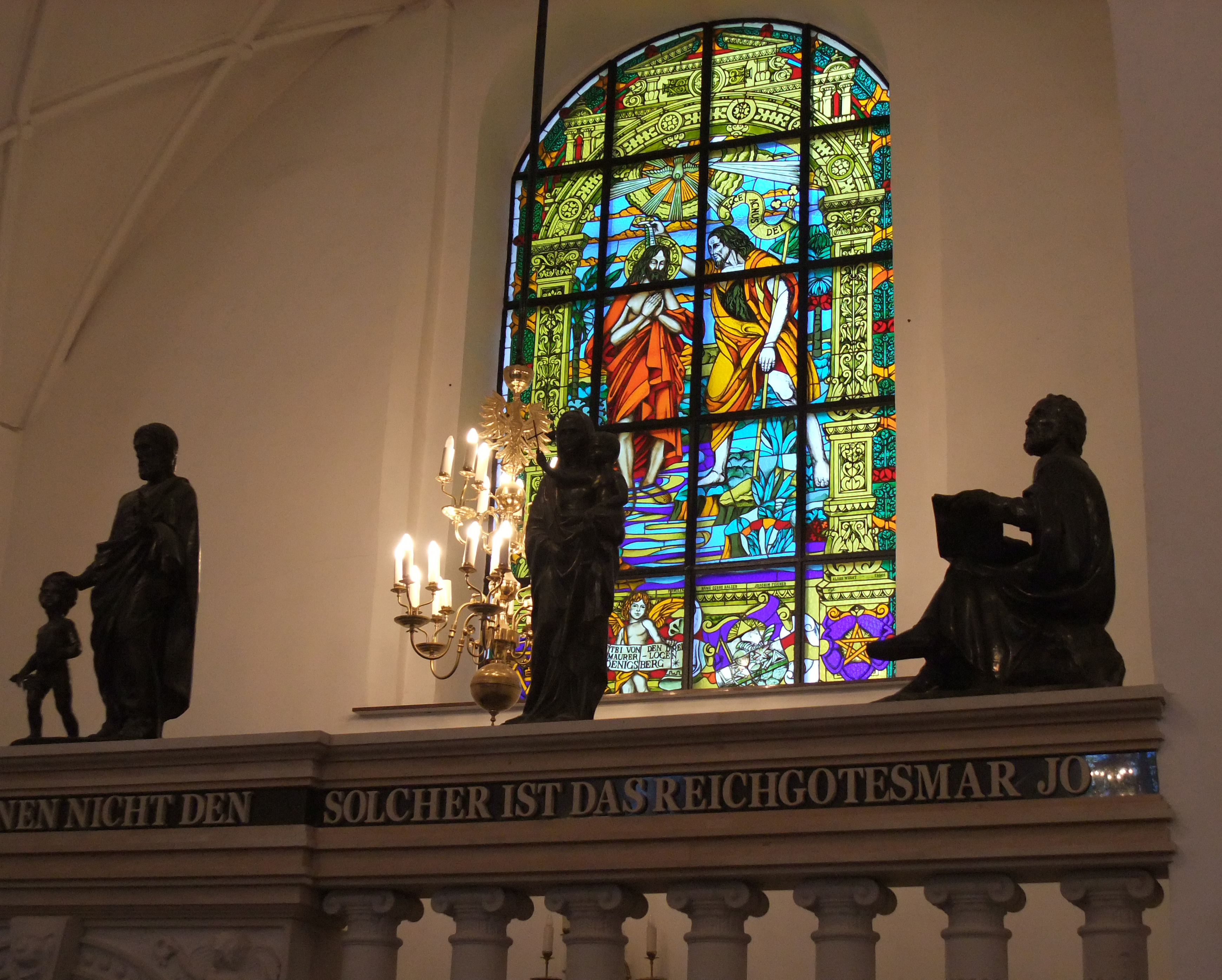
Витражи в Кафедральном соборе Кёнигсберга

В период между 1901 и 1906 годами, мастера витражей, Рудольф и Отто Линнеманн из Франкфурта-на-Майне, создали одиннадцать витражей для Кёнигсбергского собора. Окно для баптистерия собора было пожертвовано кёнигсбергскими ложами «Череп и феникс», «К трём коронам» и «Иммануил».
В дополнение к композиции «Крещение Иисуса Иоанном Крестителем», в витраже, в нижней его части, были изображены некоторые масонские символы, а также эмблемы трёх лож. Документы и фотографии витража находятся в архиве Линнеманна во Франкфурте-на-Майне.
Окно было утрачено в ходе обширного разрушения собора в конце Второй мировой войны. В ходе восстановления баптистерия, русским мастером-строителем Игорем Александровичем Одинцовым, это окно было также реконструировано на основе оригинальных документов, которые были найдены в архиве в Ольштыне (Алленштайн), Польша.

### Времена национал-социализма и запрещение масонства в Германии
С началом нацистской диктатуры в 1933 году и попытками запретить масонство, ложе стало всё труднее проводить свои работы. Последние масонские работы ложи состоялись в конце 1933 года. 14 января 1934 года полиция и СС обыскали помещение ложи и изъяли все ритуальные предметы и документы, а досточтимый мастер ложи Перри был временно заключён в тюрьму.
Ложа была официально запрещена и распущена по официальному приказу в июне 1935 года, все её активы и имущество конфискованы.

### Возрождение ложи в Берлине

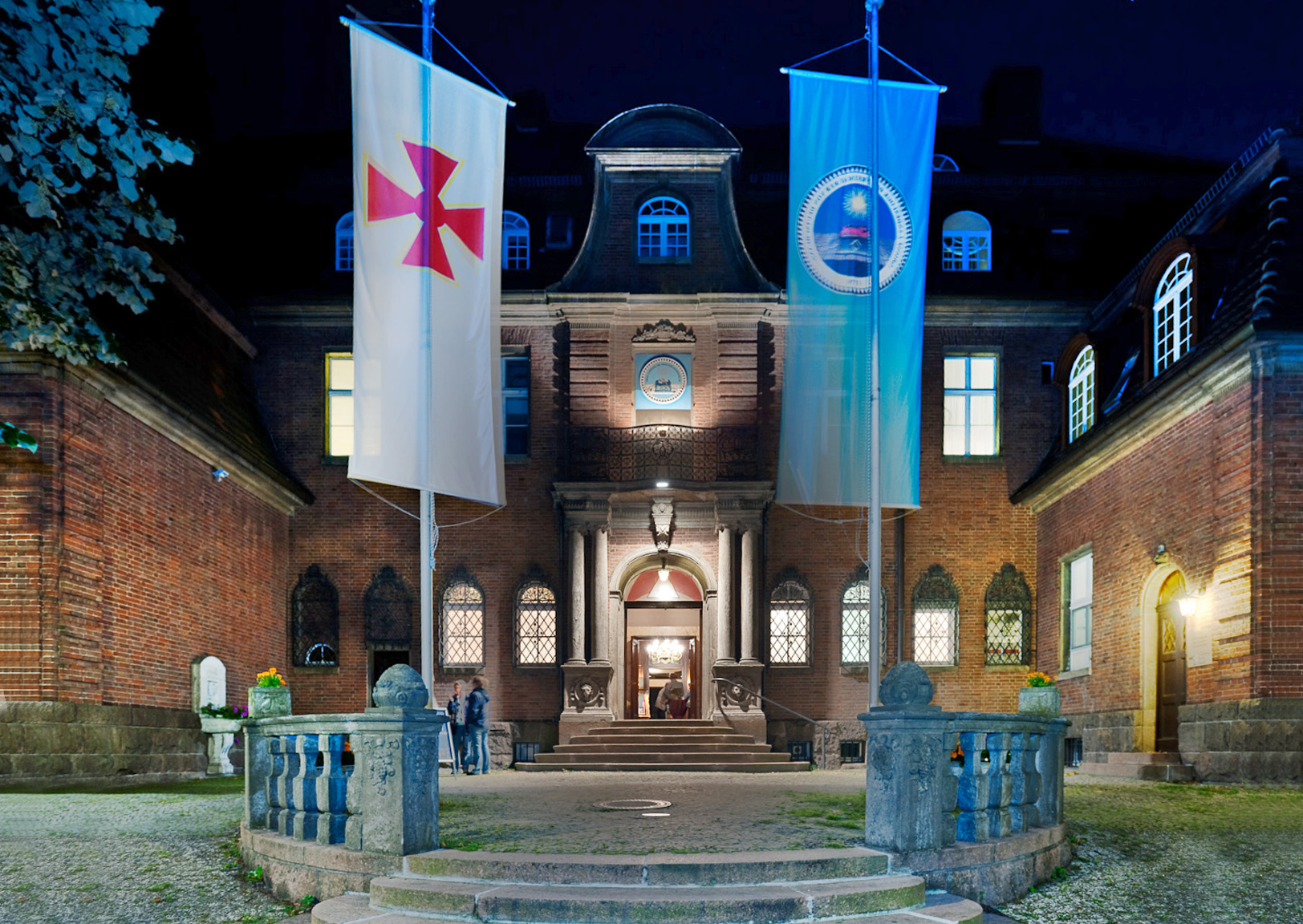
Орденский дом Великой земельной ложи вольных каменщиков Германии

Только в 1947 году первые ложи в Западной Германии и Западном Берлине начали возвращаться к жизни и реактивироваться, включая ложу «Череп и феникс». Первоначально, эта ложа, вместе с другими ложами, переехала в частично разрушенное здание ВЗЛВКГ на Айзенахерштрассе. Несмотря на материальные трудности послевоенного периода, с течением времени в ложу были приняты новые члены, и она начала восстанавливаться.
С 1965 года ложа проводила свои работы в доме ордена Великой земельной ложи вольных каменщиков Германии в берлинском районе Далем. Георг К. Фромгольц руководил работами ложи с 1973 по 1981 год, после чего он был избран на должность великого мастера Великой земельной ложи вольных каменщиков Германии.
На сегодняшний день, ложа является одной из самых больших и известных лож в Германии, и проводит работы по Шведскому уставу.